# Carex ensifolia
Carex ensifolia és una espècie de planta herbàcia del gènere Carex que es troba a la tundra àrtica.
Hi ha dues subespècies: Carex ensifolia ssp rigida i Carex ensifolia ssp arctisibirica, aquesta segona és la que apareix a la tundra i es diferencia morfològicament de la subespècie rígida pel fet de tenir els rizomes més curts i les tiges i fulles més primes.
Viu en llocs amb aigua estagnada com les depressions del terreny.
Es tracta d'una espècie amb rizoma i que per les grans dificultats climàtiques, per a la reproducció sexual, es reprodueixen principalment per via vegetativa, clonalment i, per tant, hi ha escassa variabilitat genètica en aquesta espècie.